# Халема Мотланте
Халема Мотланте (рођен 19. јула 1949) је бивши председник Јужноафричке Републике и заменик председника владајућег Афричког националног конгреса. Он је изабран за председника Јужноафричке Републике од Јужноафричке Народне Скупштине 25. септембра 2008. када је Табо Мбеки поднео оставку. На овој позицији је остао до општих избора 2009. када је за председника изабран Џејкоб Зума. Мотланте се тренутно налази на функцији потпредседника ЈАР.